# هنري ويليامسون
هنري ويليامسون (بالإنجليزية: Henry Williamson) (1 ديسمبر 1895 في المملكة المتحدة - 13 أغسطس 1977، لندن في المملكة المتحدة)؛ فلاح، كاتب وروائي بريطاني.

## روابط خارجية
- هنري ويليامسون على موقع IMDb (الإنجليزية)
- هنري ويليامسون على موقع الموسوعة البريطانية (الإنجليزية)
- هنري ويليامسون على موقع ديسكوغز (الإنجليزية)
- هنري ويليامسون على موقع قاعدة بيانات الفيلم (الإنجليزية)